# Cannon City
Cannon City ist eine Siedlung auf gemeindefreiem Gebiet („Unincorporated Community“) im Rice County im mittleren Südosten des US-amerikanischen Bundesstaates Minnesota. Der Ort hat rund 100 Einwohner.
Cannon City gehört zur CSA (Combined Statistical Area) Minneapolis-St. Paul-St. Cloud, der erweiterten Metropolregion Minneapolis–Saint Paul.

## Geografie
Cannon City liegt etwas südlich der Twin Cities östlich des Cannon River, einen rechten Nebenfluss des Mississippi. Der Ort liegt auf 44°19′45″ nördlicher Breite und 93°12′41″ westlicher Länge. Cannon City liegt in der Cannon City Township.
Benachbarte Orte von Cannon City sind Faribault (7 km südwestlich), Dundas (12,3 km nördlich), Northfield (16,2 km nordnordöstlich), Dennison (23 km nordöstlich), Nerstrand (13,2 km östlich) und Kenyon (23,4 km südöstlich).
Das Stadtzentrum von Minneapolis liegt 84,6 km nördlich; das Zentrum von Saint Paul, der Hauptstadt von Minnesota, befindet sich 77,9 km nordnordöstlich. Rochester, die drittgrößte Stadt Minnesotas liegt 90 km südöstlich.

## Verkehr
Als Hauptstraße verläuft der Cannon City Boulevard durch den Ort, eine Straße, die aus Faribault kommt und in nördlicher Richtung nach Dundas führt. Alle weiteren Straßen sind untergeordnete teils unbefestigte Fahrwege sowie innerörtliche Verbindungsstraßen.
Mit dem Faribault Municipal Airport befindet sich ein kleiner Flugplatz 10,7 km westlich. Der nächste Großflughafen ist der 79,1 km nördlich gelegene Minneapolis-Saint Paul International Airport.